# Request Line
A Request Line című dal az amerikai R&B duó Zhané első kimásolt kislemeze a  Saturday Night című második stúdióalbumról. A dal a Billboard Hot 100-as lista 39. helyén végzett, de slágerlistás helyezés volt az R&B listán is, ahol 9. lett. Új-Zéland kislemezlistáján 12. míg az angol kislemezlistán a 22. helyig sikerült jutnia. A dalban Queen Latifah énekesnő vokálozik.
A dal eredeti hangmintáit az 1978-as Ashford & Simpson dal, az It Seems To Hang On, valamint az 1984-es Rock Master Scott and the Dynamic Three című dalok ihlették.

## Megjelenések
12"  Amerikai Egyesült Államok Motown – 374632024-1
- A1	Request Line (Radio Edit) 3:29
- A2	Request Line (LP Version) 3:59
- A3	Request Line (Pretty Pella) 3:58
- B1	Request Line (Extended Mix) 4:40
- B2	Request Line (Instrumental) 3:59
- B3	Request Line (A Cappella) 3:42

## Slágerlista
| Slágerlista (1997)                    | Legjobb helyezések |
| ------------------------------------- | ------------------ |
| New Zealand Singles Chart             | 12                 |
| Brit kislemezlista                    | 22                 |
| US Billboard Hot 100                  | 39                 |
| U.S. Hot R&B/Hip-Hop Singles & Tracks | 9                  |